# NGC 1645
NGC 1645 é uma galáxia espiral (S0-a/P) localizada na direcção da constelação de Eridanus. Possui uma declinação de -05° 27' 54" e uma ascensão recta de 4 horas, 44 minutos e 06,3 segundos.
A galáxia NGC 1645 foi descoberta em 31 de Outubro de 1864 por Heinrich Louis d'Arrest.